# Tonino Pulci
Pour les articles homonymes, voir Pulci.
Tonino Pulci, né le 13 juin 1947 à Scalea dans la région de la Calabre et mort le 3 août 2012 à Rome dans la région du Latium en Italie, est un réalisateur, un scénariste et un acteur italien. 

## Biographie
Il naît à Scalea dans la région de la Calabre en 1947.
Actif dès le début des années 1970, il œuvre dans le domaine du cinéma, de la télévision et du théâtre et fonde notamment avec Giancarlo Sepe (it) le théâtre de La Comunità à Rome. Au cours de sa carrière, il travaille dans l'industrie du cinéma comme dialoguiste et directeur du doublage et écrit pour la radio.
Comme réalisateur, il signe en 1984 la comédie Signore e signori avec Ania Pieroni, Maurizio Micheli, Claudia Poggiani (it) et Renato Scarpa dans les rôles principaux. En 1998, il réalise Donne in bianco, une nouvelle comédie avec l'italienne Barbara Enrichi, la brésilienne Susana Werner (it) et la française Claire Keim dans les rôles principaux.
Comme acteur, il obtient des rôles secondaires au cinéma et à la télévision, jouant notamment pour Lucio Fulci dans les films d'horreurs L'Au-delà (E tu vivrai nel terrore - L'aldilà) et La Malédiction du pharaon (Manhattan Baby) dans les années 1980.
Il décède à Rome en 2002 à l'âge de soixante-cinq ans.

## Filmographie

### Comme réalisateur et scénariste
- 1984 : Signore e signori (it)
- 1998 : Donne in bianco (it)

### Comme acteur

#### Au cinéma
- 1981 : L'Au-delà (E tu vivrai nel terrore - L'aldilà) de Lucio Fulci
- 1982 : La Malédiction du pharaon (Manhattan Baby) de Lucio Fulci
- 1995 : La Nuit du prophète. Padre Pio (La notte del profeta. Padre Pio da Pietrelcina) de Jean-Marie Benjamin
- 1997 : Il caso Gadamer de Vieri Franchini Stappo

#### A la télévision
- 1980 : Panagulis vive (it) de Giuseppe Ferrara
- 1981 : Rosaura alle 10 de Gianluigi Calderone

## Source
- (it) Enrico Lancia, Dizionario del cinema italiano: I film, vol. 6, Rome, Gremese, 2001